# 豊島翔平
豊島 翔平（とよしま しょうへい、1989年1月9日 - ）は、日本のラグビー選手。ジャパンラグビーリーグワン東芝ブレイブルーパス東京所属。

## プロフィール
- 東京都出身。
- ポジションはフルバック (FB)。
- 身長: 175 cm、体重: 85 kg
- ニックネームはトヨ。
- 7人制日本代表に選ばれている。
- U20日本代表や日本A代表[1] に選ばれたことがある。
- 弟の直哉もラグビー選手[2]（現・横河武蔵野）

## 略歴
13歳からラグビーを始めた。
2007年、東海大相模高校卒業後、東海大学に入る。3年の時に、第46回全国大学選手権 で準優勝、4年時となる第47回の同大会でもベスト4をそれぞれ経験。なお東海大学時代の同級生には木津武士、リーチマイケル、三上正貴らがいる。
2011年、東海大学卒業後、東芝ブレイブルーパス (現・東芝ブレイブルーパス東京)に加入。
2012年9月1日に行われたジャパンラグビートップリーグ第1節のNTTコミュニケーションズシャイニングアークス戦に先発出場で公式戦初出場を果たす。
2013年、ラグビーワールドカップセブンズ2013の7人制日本代表に選ばれた。
2016年、リオデジャネイロオリンピックの7人制日本代表に選ばれた。